# 리사 램버트
리사 램버트(Lisa Lambert, 1962년 12월 1일 ~ )는 미국의 배우, 작곡가이다.
워싱턴 D.C.에서 태어났다.

## 영화
- 미스 유 올레디 (2015년)
- 두 아이 컴 온 투 스트롱? (2010년)
- 지알로 (2009년)